# ゆうどきネットワーク東海・北陸
『ゆうどきネットワーク東海・北陸』（ゆうどきネットワークとうかい・ほくりく）は、NHK名古屋放送局が、中部エリアに向けて放送されていた夕方の地域情報番組。
2006年4月3日スタート、2007年3月9日終了。2007年は東京制作のゆうどきネットワークをフルネットした。前番組は『ほっとイブニング』5時台。同番組廃止後、2007年4月からは17:56 - 18:00は東海北陸の気象情報を放送している。

## 出演者（いずれも2007年3月まで）
- 黒沢保裕（司会）
- 寺尾直樹（気象情報担当、2007年4月以降は17:56 - 18:00の東海北陸の気象情報を引き続き担当）

## 放送時間
- 月曜 - 金曜 17:30 - 18:00（一部地域は17:50まで）

但し、祝日と大相撲中継放送時は休止。また国会中継放送時や、衆議院・参議院の選挙時の政見放送の際は短縮もしくは休止）。

## 主な内容
- 17:31ごろ 東海・北陸のニュース
- 17:35ごろ ゆうどきトピックス
- 17:49 飛び降りポイント（この時間を基点に北陸地方と、金曜日の三重・岐阜両県はそれぞれの県域放送へ切り替え）
- 17:50 NHKハートプラザ（※金曜日は今夜の「金とく」）
- 17:55ごろ 東海・静岡の気象情報（静岡放送局がネットしているためこの番組に限り東海4県の予報画面となる）
- 17:59ごろ エンディング（ほっとイブニングの予告。なおコメントの最初には静岡局の視聴者に配慮して「愛知・岐阜・三重の皆さんには」との注釈が入っていた）

## ネット放送局
- 17:30 - 18:00 名古屋、岐阜、津、 静岡(注)
- 17:30 - 17:50 岐阜（金曜日のみ）、津（金曜日のみ）、富山、金沢、福井

静岡地区が変則ネットではあるが、公式には中部7県向け番組ということになっている。

## 備考
静岡は地上デジタルのサブチャンネル（012）のみのネットとなっていた。地上アナログでは未ネット。地上アナログと地上デジタルメインチャンネル（011）では、首都圏放送センターからの「ゆうどきネットワーク」を受ける。このため17:50 - 18:00の各県域枠については名古屋局発の放送内容を引き続き受ける形となっていた。これは、『ゆうどきネットワーク』において、東京以外の関東と甲府・静岡の各放送局から不定期に生リポートを入れるコーナーなどがあるため、静岡局がそちらへの対応を優先させていたことによる。当番組での静岡局からのリポートはすべて、事前にVTRを名古屋局に送り、名古屋局から送出されていた。
なお、この番組が終了して以降は東海北陸の天気予報が放送されており、当番組が放送されていた名残でこのコーナーは東海地方の予報区分は静岡県を含めた東海4県の予報画面で表示されており、ゆうどき終了後の2015年4月から2022年3月までのニュース シブ5時、2022年4月からのニュースLIVE! ゆう5時内の地域別の気象情報でも同じ体制である。また、この東海4県の予報画面は土曜朝に放映されている同じNHK名古屋のウイークエンド中部でもかつては使用されていたが、2019年度以降は他の番組同様東海3県 → 静岡県 → 北陸3県の画面に変更された。しかし大雨・台風・大雪など著しい気象状況で気象予報士が出演する場合は東海4県の予報画面が使用される事もある。2018年度からは平日のおはよう東海でかつ大型連休、お盆、年末年始前後では東海北陸ブロックネットで放送される事があるが、その場合も気象情報で東海4県の予報画面で表示される。2024年度から放送開始されたぐるっと！の気象情報では気象予報士が出演するようになり、2025年度からは東海3県+静岡県もネットするようになった関係で予報画面は東海4県のものになった。